# Петар Муслим
Петар Муслим (Сплит, СФРЈ, 26. март 1988) је хрватски ватерполиста. Тренутно наступа за Приморје. Игра на позицији крила.
Са репрезентацијом Хрватске је освојио златну медаљу на Европском првентву 2010. у Загребу.